# American Bantam
L'American Bantam va ser una empresa fabricant d'automòbils americana constituïda a l'estat de Pennsilvània. Se li atribueix la invenció del prototip original del Willys MB, el 1940 al principi de la Segona Guerra Mundial.. Els fundadors de l'empresa, Roy Evans i William A. Ward Jr., van combinar recursos i van comprar els actius de la companyia American Austin Car Company, després de la seva fallida i liquidació, l'agost de 1935.

## Història

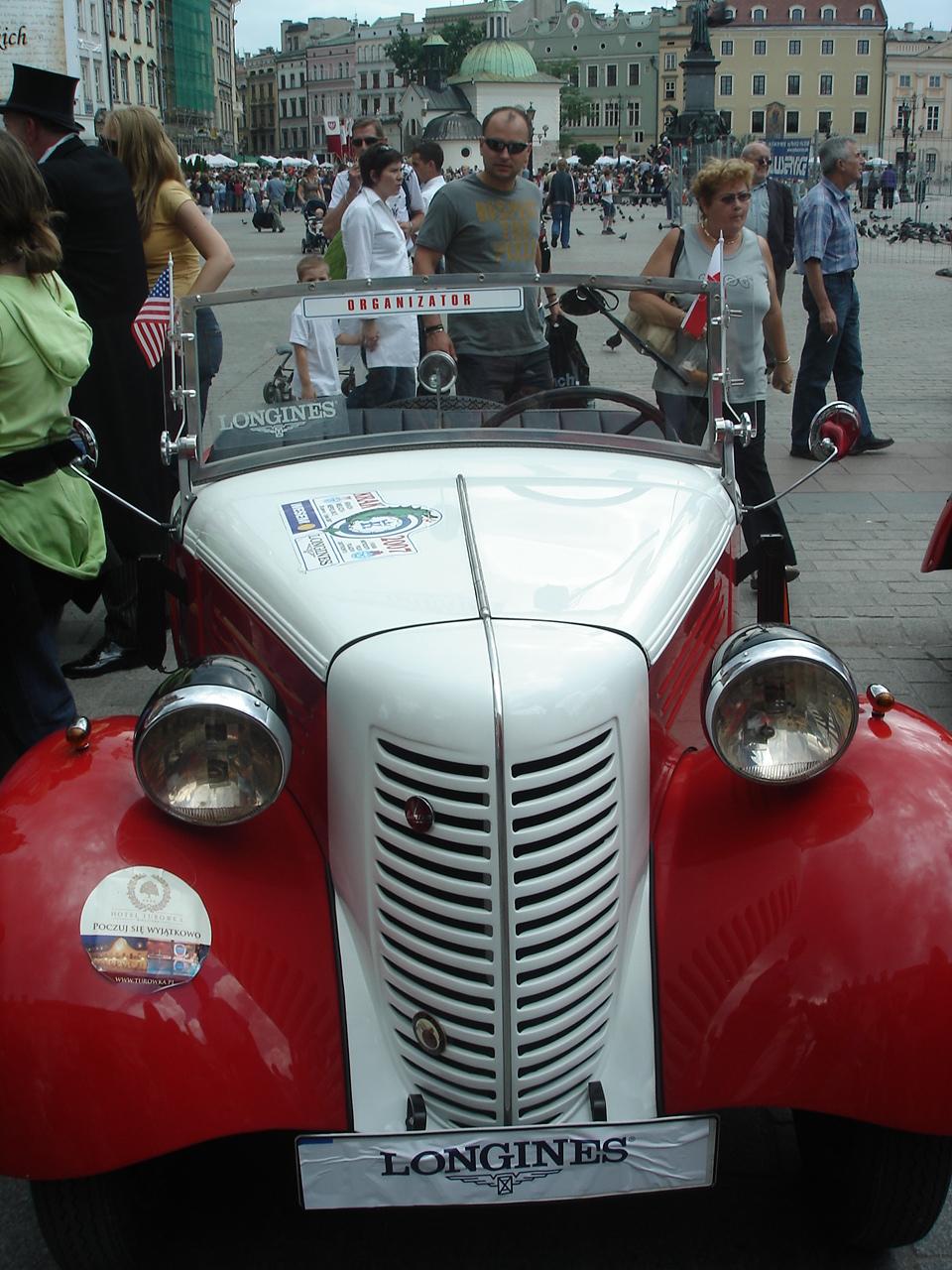
Cotxe marca American Bantam

El 1935, la nova empresa va fabricar vehicles en la fàbrica americana d'Austin, amb el nom  "Evans Operations Inc".L'any següent, el juny de 1936, es va constituir com a American Bantam Car Company, llançant el 1937 una campanya pública de recaptació de fons, després de redissenyar tota la seva línia de vehicles i llançar una selecció completament renovada de roadsters i furgonetes amb la marca American Bantam. L'empresa va continuar fabricant vehicles fins al 1943, en que tota la seva producció, com la resta de la indústria automobilística dels Estats Units, va servir als interessos de la  Segona Guerra Mundial, amb la fabricació de vehicles i armes, incloent-hi remolcs de càrrega amfibis, peces i accessoris pels controls dels avions, motors i transmissions de cua per als torpedes, etc..

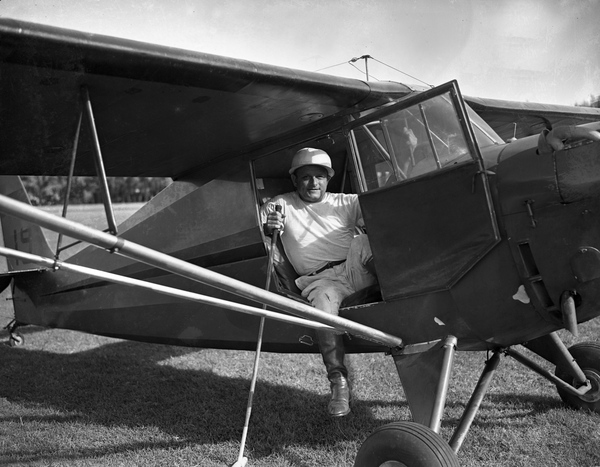
El president de l'American Bantam Car Company, Roy S. Evans, en un avió al Gulfstream Polo Club, cap al 1945

El 2 de juny de 1936, quan Roy Evans i els altres cofundadors van constituir l'American Bantam Car Company a Pennsilvània, van transferir els actius comprats a l'American Austin Car Company, juntament amb 500 dòlars en efectiu, a la nova empresa. A principis de 1937, Evans va trucar al comte Alexis de Sakhnoffsky, el dissenyador original de les carrosseries d'Austin, i li va demanar que dissenyés una nova línia de carrosseries improvisades d'acord amb les matrius mecàniques  que tenien d'Austin. No hi havia capital disponible per a un programa de disseny costós, i molt menys per dissenyar noves matrius de carrosseria, de manera que el nou disseny havia d'utilitzar tant com fos possible de les matrius existents.
Com a resposta , Alexis de Sakhnoffsky va visitar la fàbrica d'American Bantam a Butler, Pennsilvània, i va dissenyar una graella frontal completament nova, nous parafangs davanters i nous parafangs posteriors. El motor Austin també es va redissenyar amb un nou sistema d'inducció i culata d'alumini, conservant la cilindrada de 747 cc, però adoptant un sistema d'oli totalment pressuritzat, augmentant la relació de compressió en un 40% fins a una relació de 7:1 i implementant coixinets de cigonyal Babbitt llisos, amb 20 cavalls de potència a 4.000 rpm, una millora del 50% respecte al motor Austin. El model de 1938 d'American Bantam va ser la inspiració per al cotxe de l'Ànec Donald, que es va veure per primera vegada el 1937. Malgrat una àmplia gamma d'estils de carrosseria Bantam, que anaven des de camionetes lleugeres fins a cotxes familiars de fusta, només es van fabricar uns 6.000 Bantam de tots els tipus, tot i que American Bantam va estar fabricant cotxes fins al 18 d'agost de 1943.

## Invenció del Jeep original

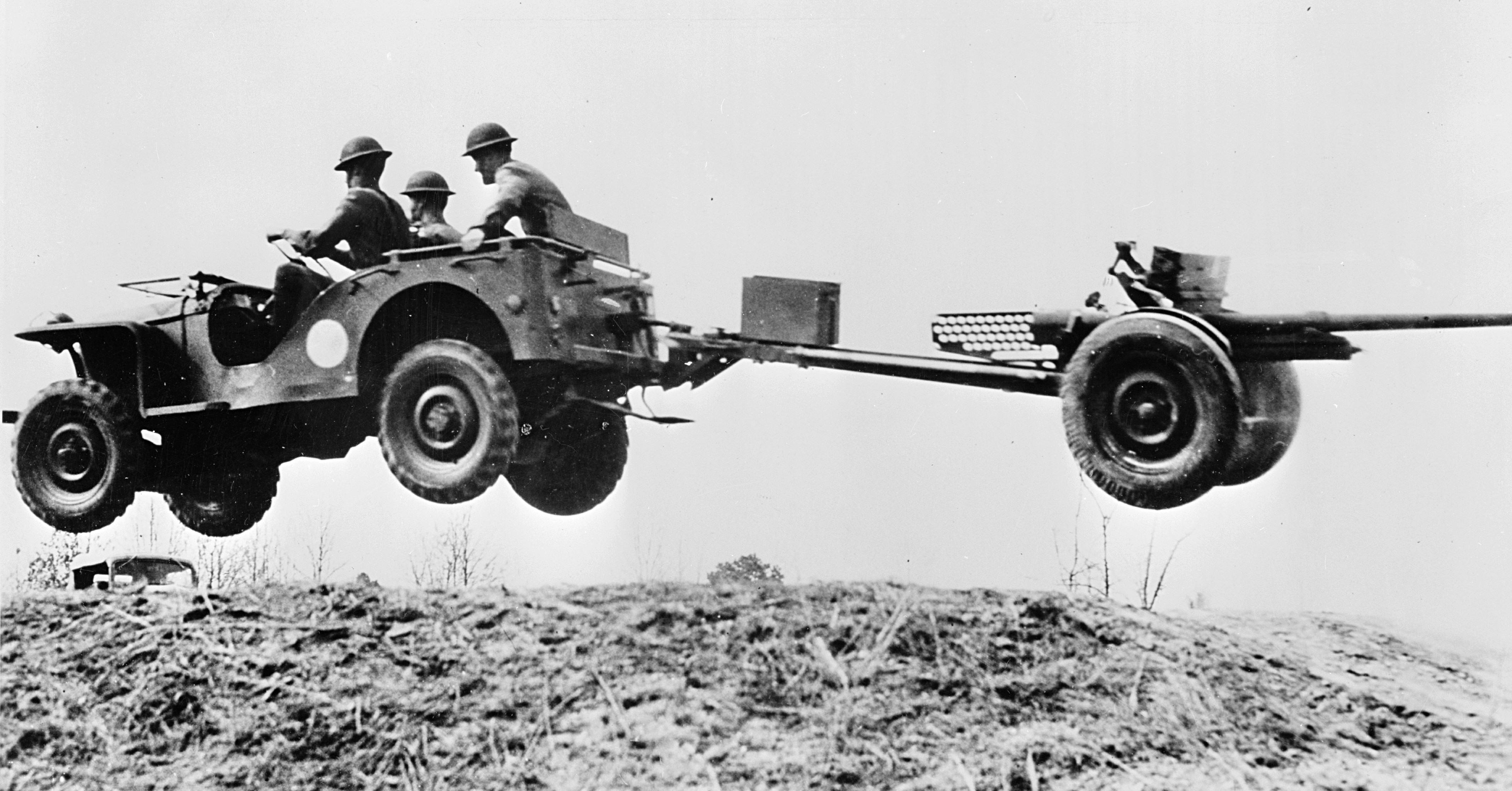
El Bantam BRC de 1941 era prou fort per poder salts enlaire, carregat amb una tripulació completa de 3 homes i remolcant un canó antitanc de 37 mm; aquesta foto del Cos de Senyals de l'Exèrcit dels Estats Units pot haver inspirat el pòster del "Jeep volador", el sobrenom de "Leaping Lena", etc.

A l'empresa American Bantam se li atribueix la invenció del jeep original  i dels primers jeeps militars de producció en sèrie encarregats per l'exèrcit dels Estats Units el 1940.
La idea d'un automòbil petit i robust, capaç d'anar per terrenys abruptes, i poder substituir els carros de cavalls, va ser defensada pel venedor de American Bantam, el comandant retirat de la Marina Charles 'Harry' Payne,  connectat estretament amb Robert Brown,  un consultor civil que treballava per al Cos d'Intendents de l'Exèrcit dels Estats Units (QMC), l'enginyer en cap de American Bantam, Harold Crist, i el president de la companyia, Frank Fenn, durant la primavera de 1940 van establir les especificacions per al primer cotxe de reconeixement Bantam. Harold Crist va fer la major part de les especificacions, la concepció, el disseny i la construcció del cotxe, i Karl Probst va redactar i formalitzar el disseny seguint les especificacions establertes per Harold Crist.
American Bantam va lliurar el primer jeep  el 23 de setembre de 1940 a Camp Holabird, una base de l'exèrcit dels Estats Units a l'est de Baltimore, Maryland. Els enginyers de Ford i Willys-Overland van estar presents a Camp Holabird durant les proves per obtenir més informació sobre el nou vehicle. Els dissenys originals dels jeeps de Bantam van ser lliurats a les dues companyies, Willys-Overland i Ford i es van convertir en la base per al disseny del jeep de la Segona Guerra Mundial. Després del lliurament del primer jeep, American Bantam va iniciar la producció en sèrie dels jeeps Mark II (també anomenats BRC-60) amb millores suggerides pels enginyers l'exèrcit. Tanmateix, American Bantam va ser l'únic fabricant de jeeps posats en servei per l'exèrcit dels Estats Units durant el 1940.
La paraula "Jeep" es va utilitzar per primera vegada per descriure els "cotxes petits" de l'exèrcit dels Estats Units en un article del diari de gener de 1941, citant a "Bantam" com el seu fabricant. En aquell moment, American Bantam era l'únic fabricant que havia complert els plaços de les comandes de compra per lliurar Jeeps a l'exèrcit dels Estats Units. Els rumors diuen que "Jeep" és una pronunciació fonètica de l'abreviatura GP. Tanmateix, GP era una designació de producció interna de Ford, i Ford no va començar a lliurar Jeeps a l'exèrcit dels Estats Units fins a l'abril de 1941, mesos després que les notícies dels "Jeeps" fabricats per "Bantam" ja haguessin estat àmpliament divulgades als diaris de tot el país. Com que l'exèrcit dels Estats Units encara no havia decidit quin fabricant triar, Ford podria haver triat les lletres GP per associar el Ford amb el vehicle Jeep que ja havia popularitzat American Bantam.
Resumint, American Bantam va construir 2.675 jeeps entre el 1940 i el 1943,  i la major part d'aquests vehicles es van lliurar durant el 1941. Més de la meitat de la producció inicial va anar a l'exèrcit britànic i una part a la Unió Soviètica. Alguns dels motors i xassís es van fabricar a Toledo, Ohio ; les carrosseries originals es van fabricar a la fàbrica d'American Bantam a Butler, Pennsilvània.
L'empresa Bantam va produir el motor més eficient en termes de combustible i el primer prototip segons les especificacions originals de la licitació de l'exèrcit dels Estats Units i va obtenir el primer contracte. Tanmateix, com que elements favorables a Ford dins del Cos d'Intendents afirmaven  que Bantam no tenia capacitat de producció per produir el vehicle en la quantitat necessària per l'exèrcit, es va reobrir l'adjudicació dels contractes en curs. Finalment, l'exèrcit va donar els dissenys del BRC (Bantam Reconnaissance Car) a Willys-Overland i va adjudicar la major part de les comandes a Willys i a Ford,  mentre que Bantam va passar a fabricar els remolcs dels jeeps (T-3).
Després de la Segona Guerra Mundial, American Bantam va continuar fabricant remolcs per al mercat de consum. El 1943, American Bantam va llançar una campanya publicitària presumint del " seu primer Jeep de Bantam"  en resposta a una sol·licitud de Willys-Overland a l'Oficina de Patents i Marques dels Estats Units per registrar la marca "JEEP" presentada el 13 de febrer de 1943.
La producció de remolcs va continuar fins que l'empresa va ser absorbida per American Rolling Mills el 1956.

## Galeria

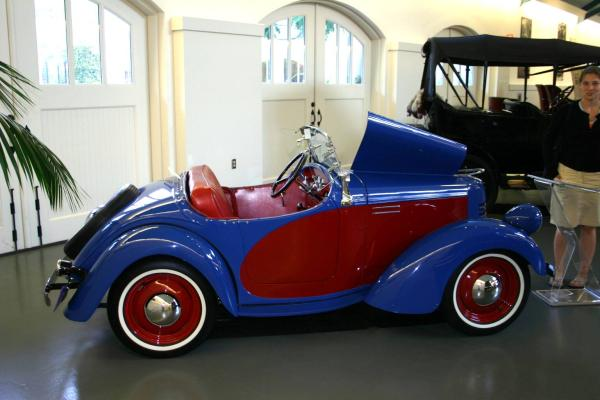
American Bantam de 1939
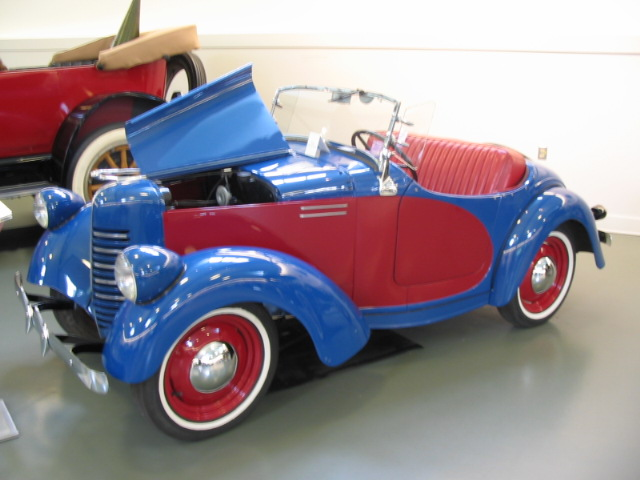
Una altra vista del American Bantam de 1939
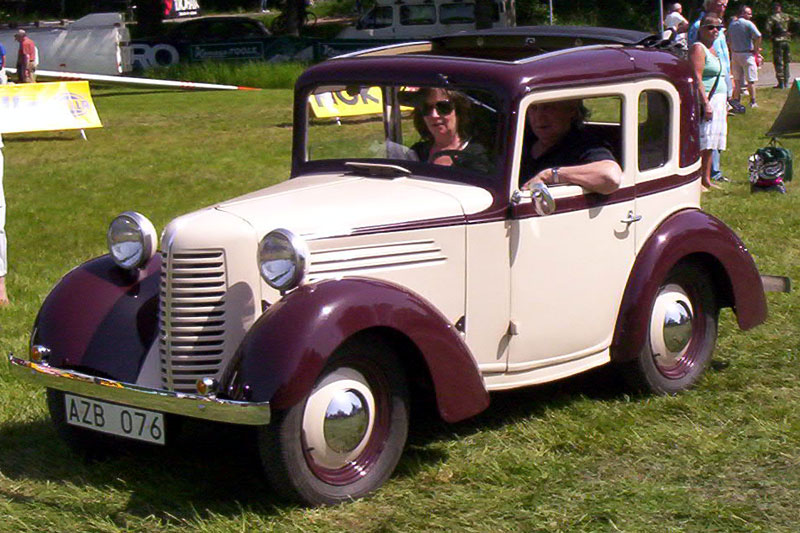
Bantam Model 60 Coupé 1938
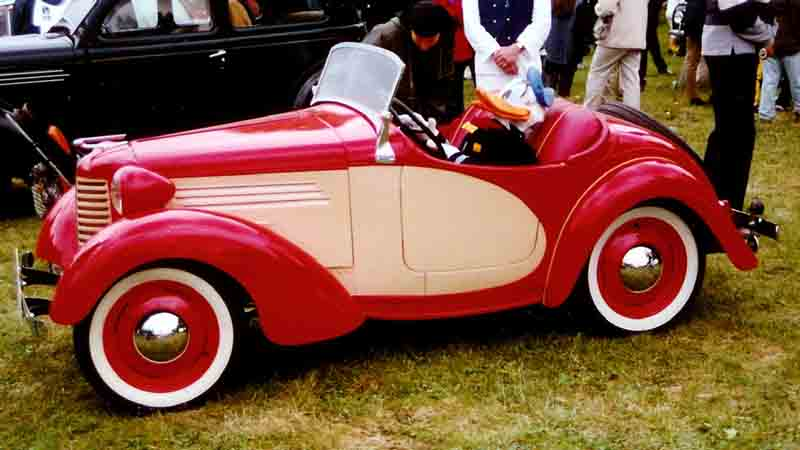
Bantam Model 60 Roadster 1938
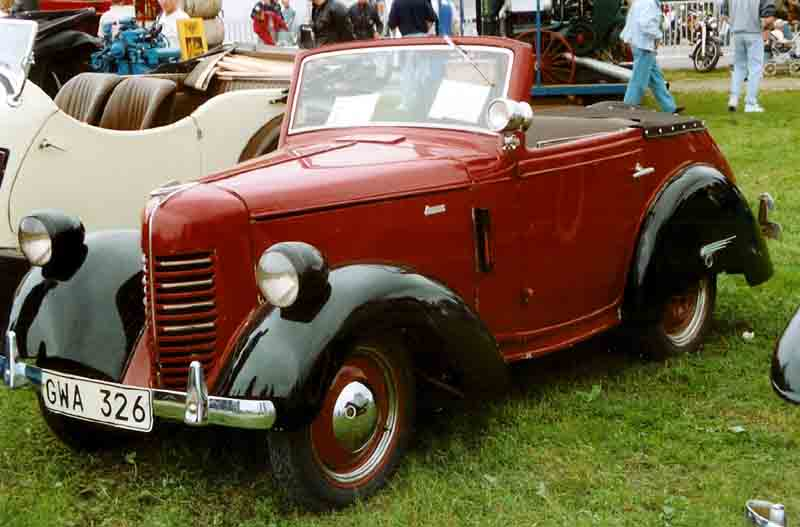
Bantam Model 60 Convertible 1939
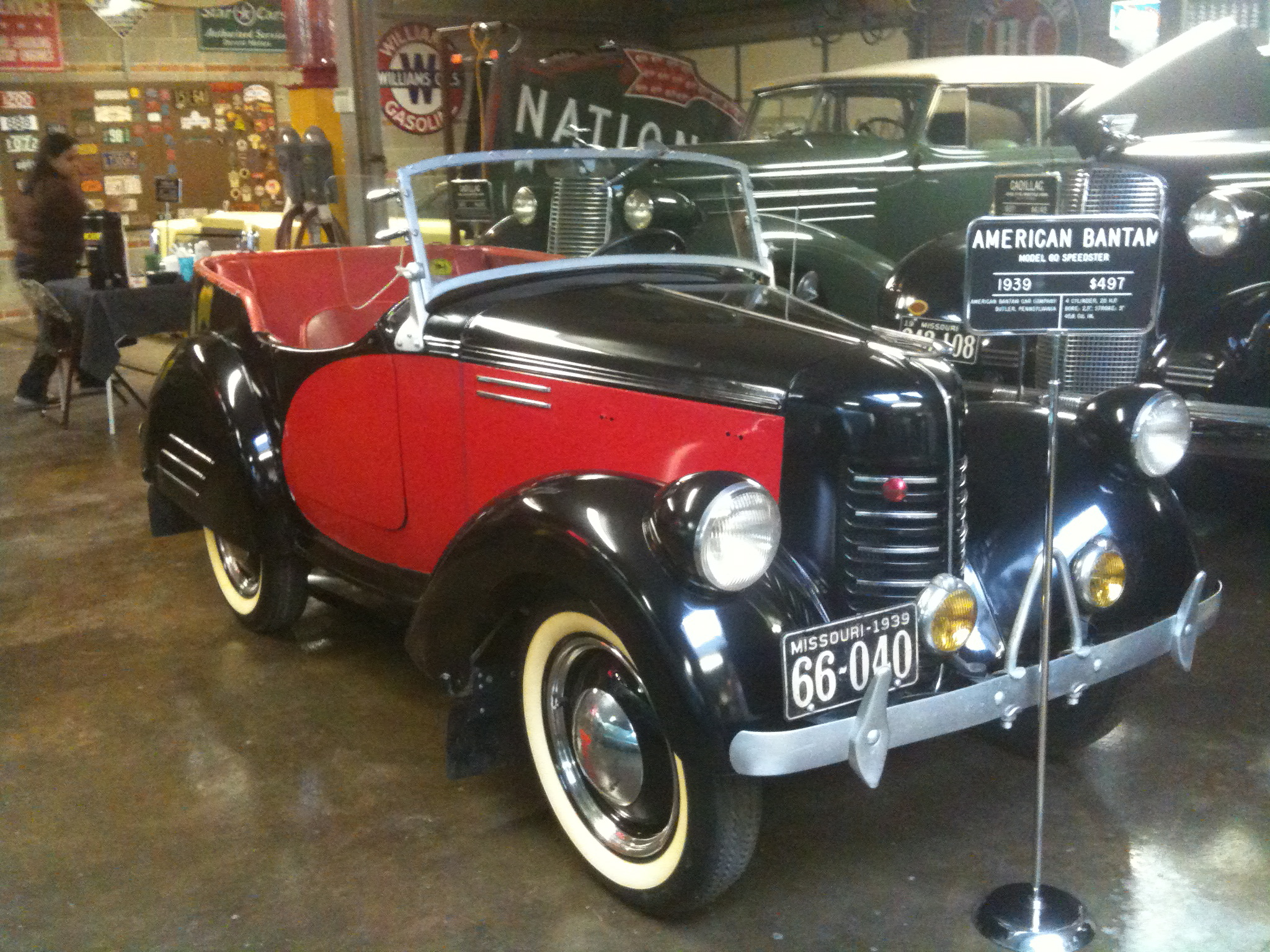
American Bantam Model 60 Speedster Convertible 1939
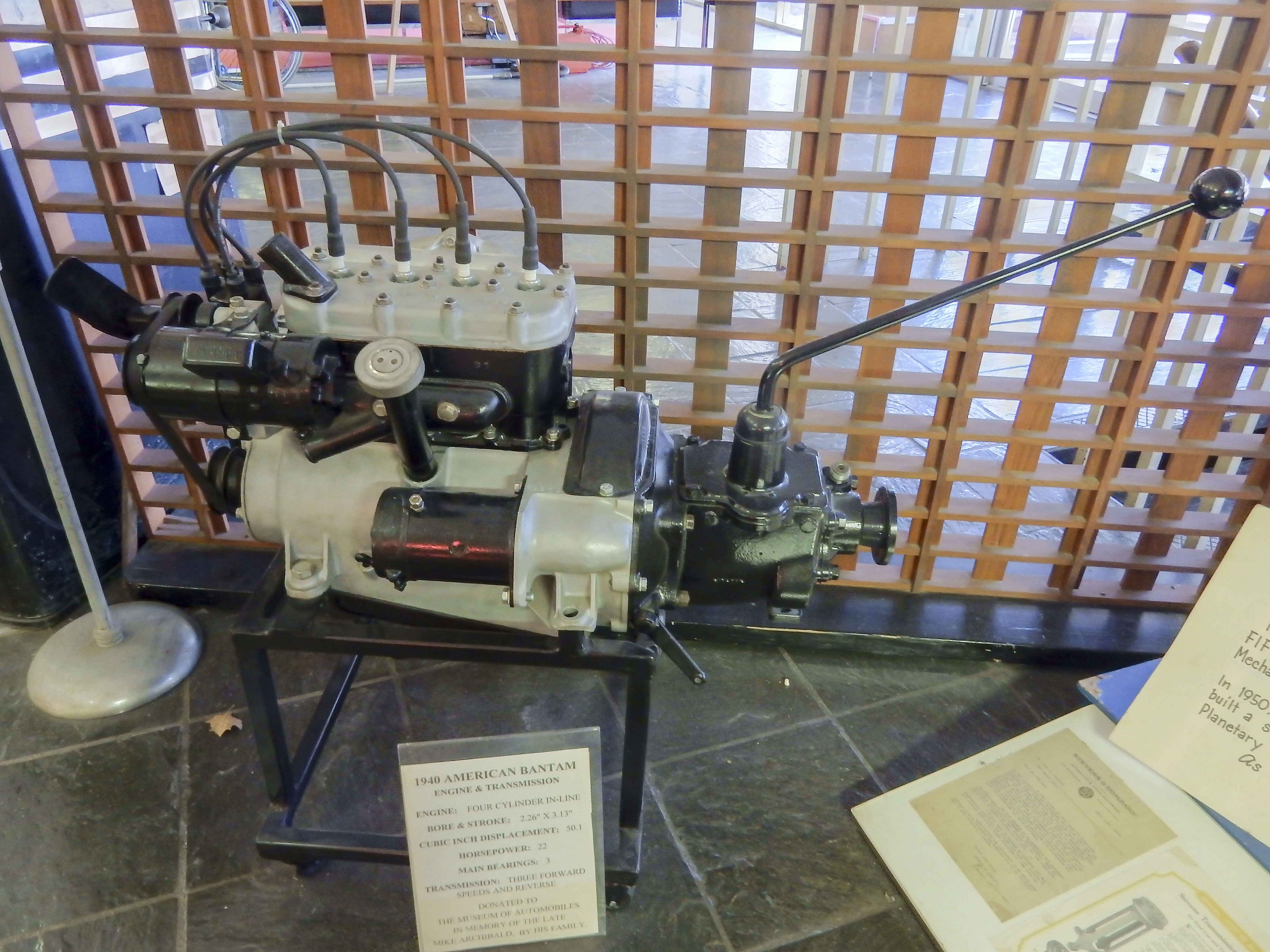
Motor i transmissió American Bantam de 1940
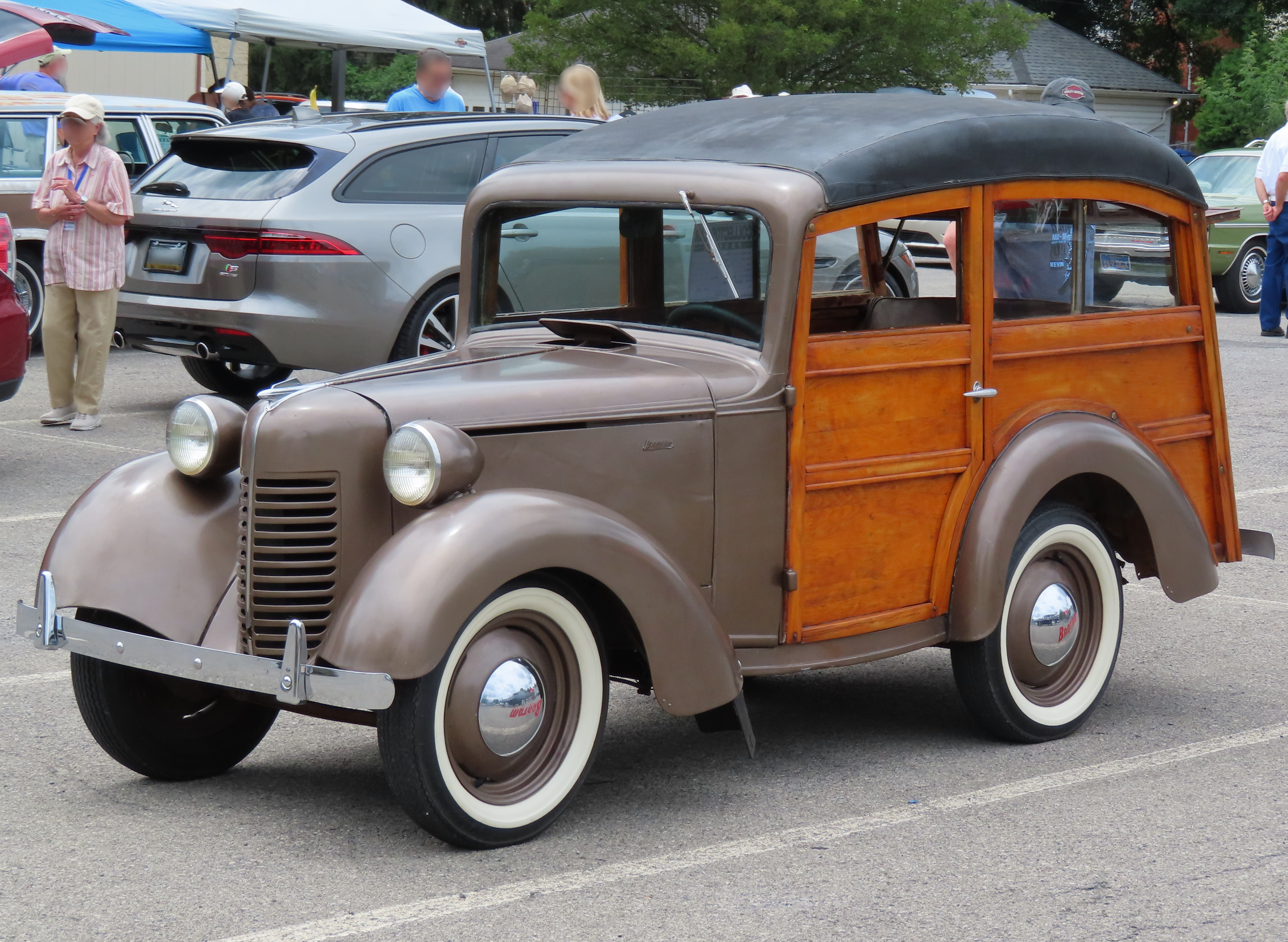
Bantam Super 4 familiar de 1940, vista frontal
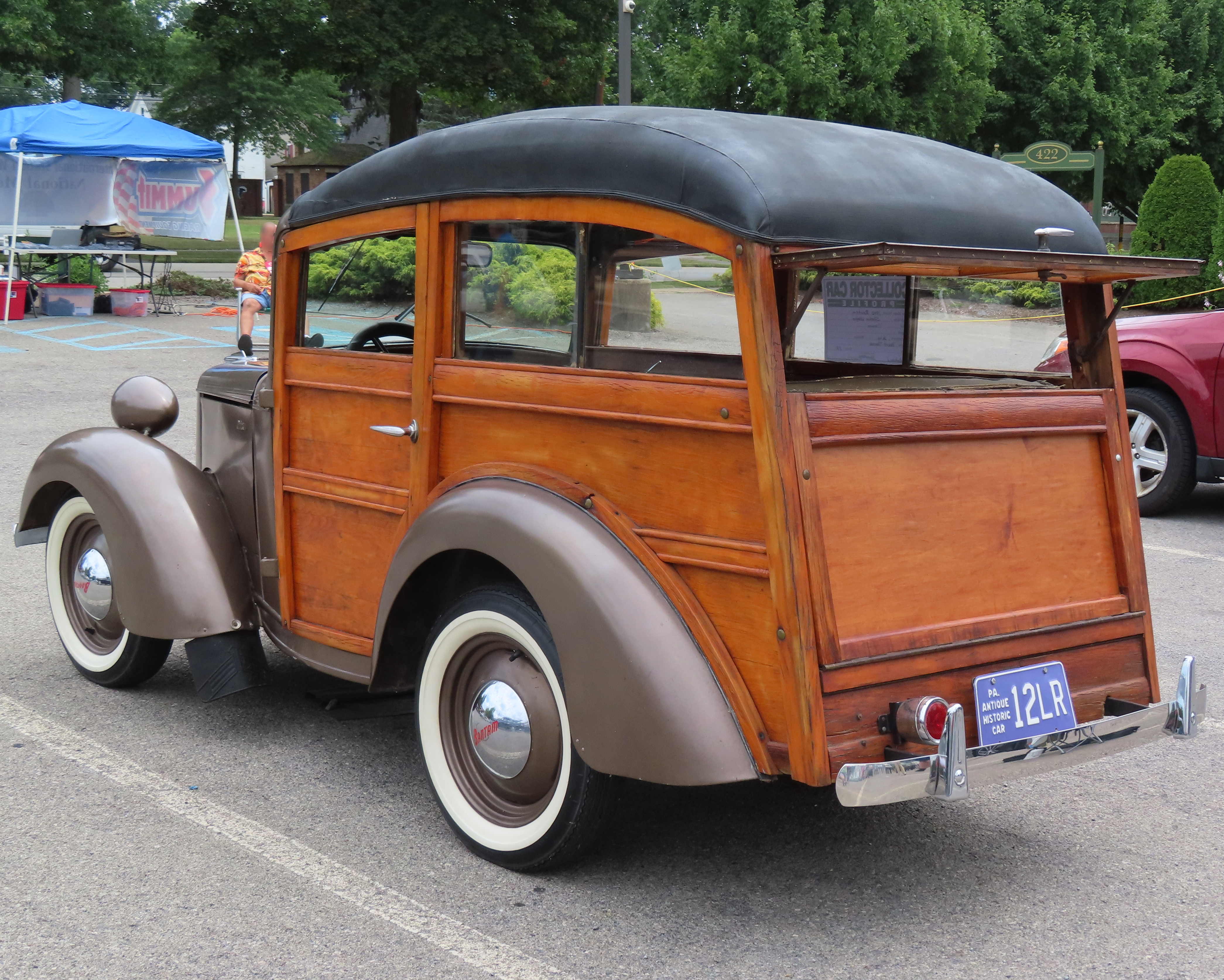
Vista posterior del familiar Bantam Super 4 de 1940
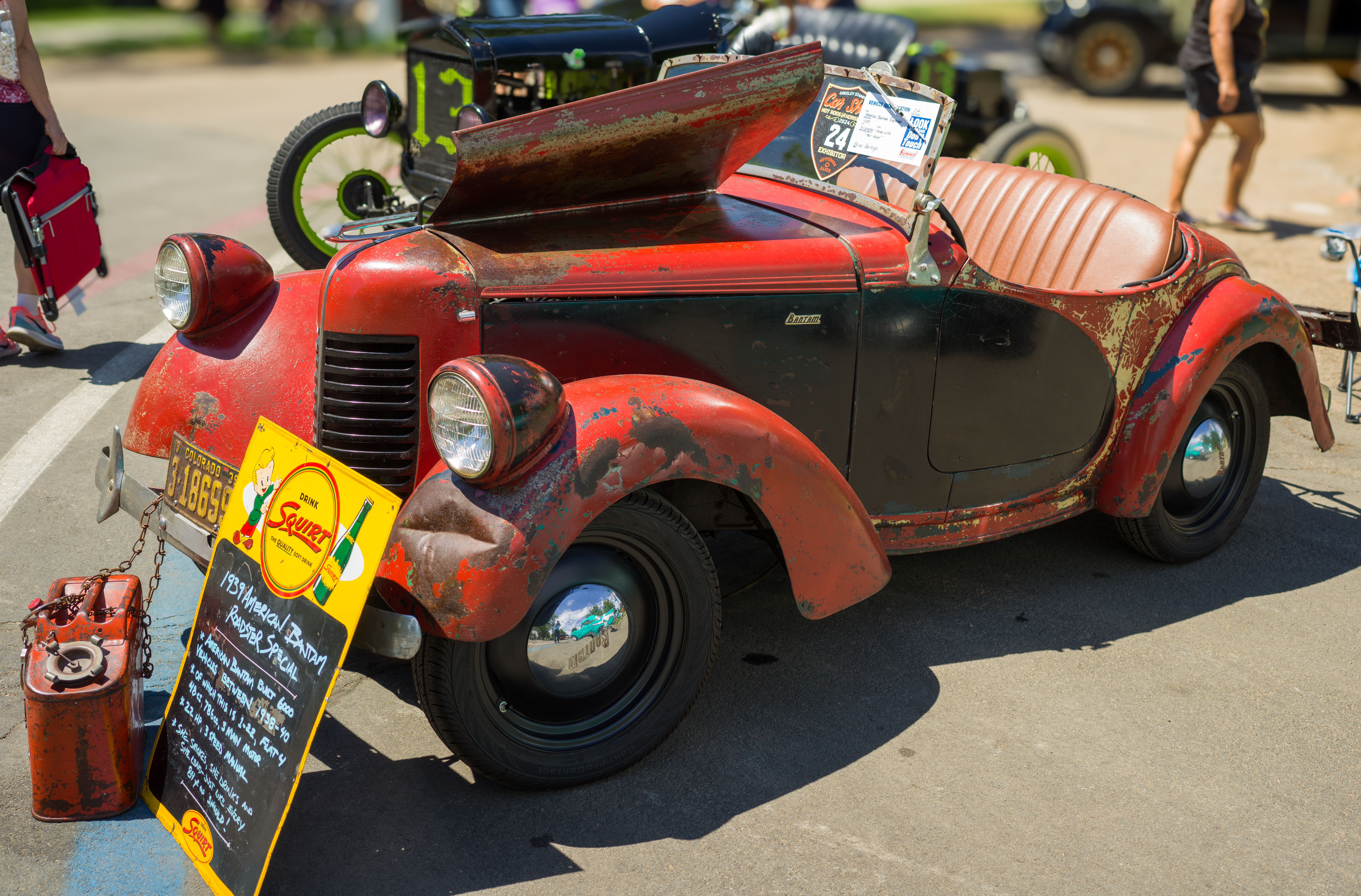
Bantam Roadster Especial de 1939